# Maia Sandu

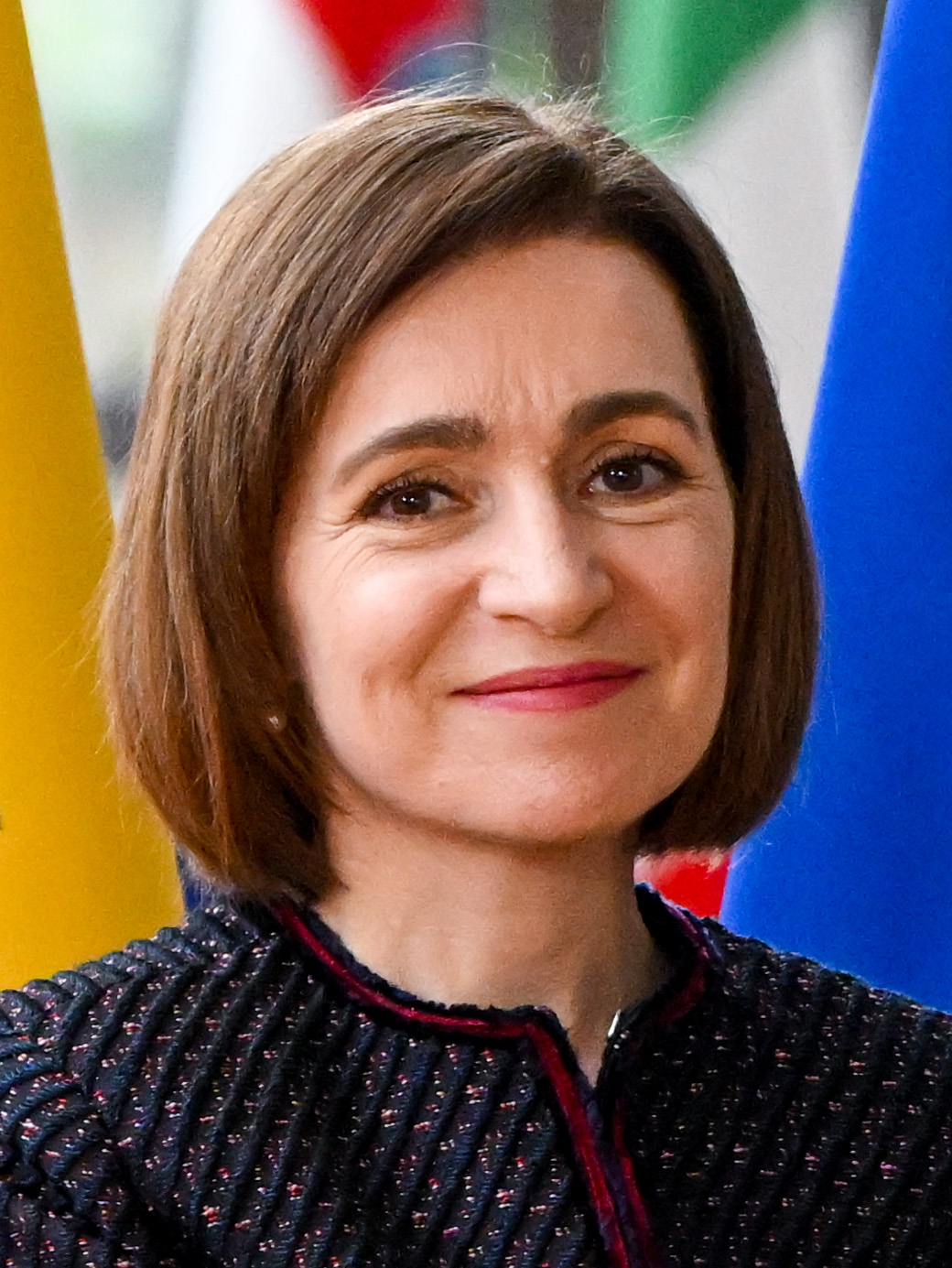
Maia Sandu (2024)

Maia Sandu (* 24. Mai 1972 in Risipeni, Rajon Fălești, damals Moldauische SSR, Sowjetunion) ist eine moldauische Politikerin. Sie ist seit Dezember 2020 Präsidentin der Republik Moldau. Die Ökonomin ist die erste Frau in diesem Amt und war zuvor bereits von Anfang Juni 2019 bis zum 14. November 2019 moldauische Ministerpräsidentin.

## Ausbildung
Von 1989 bis 1994 studierte sie Betriebswirtschaftslehre an der moldauischen Akademie der Wirtschaftswissenschaften (ASEM). Von 1995 bis 1998 absolvierte sie ein Studium der Internationalen Beziehungen an der Akademie für öffentliche Verwaltung der Republik Moldau (AAP) in Chișinău. 2010 schloss sie ein Masterstudium im Fach Öffentliche Verwaltung an der Harvard Kennedy School der Harvard University ab.

## Politische Laufbahn
Von 2010 bis 2012 arbeitete sie als Beraterin eines Executive Directors bei der Weltbank in Washington, D.C. Von 2012 bis 2015 war sie moldauische Bildungsministerin. Nach Zeitungsberichten erwarb sie sich in dieser Zeit eine große Popularität, weil sie konsequent gegen Korruption in den Schulen vorgegangen sei.
Sie wurde am 23. Juli 2015 von der Liberalen Demokratischen Partei als Kandidatin für das Amt als Premierministerin von Moldau nominiert. Am Tag, nachdem sie von einer neuen pro-europäischen Koalition vorgeschlagen wurde, nannte sie als Bedingungen für ihre Kandidatur den Rücktritt des Chefs der moldauischen Nationalbank, Dorin Drăguțanu, sowie des Staatsanwalts Corneliu Gurin. Schließlich wurde Valeriu Streleț statt Sandu vom moldauischen Präsidenten zum Ministerpräsidenten ernannt.
Am 23. Dezember 2015 gründete sie die „În/pas/cu Maia Sandu“-Plattform, die sich später zu einer politischen Partei formierte. Im Nachhinein wurde angekündigt, dass die künftige Partei den Namen „Partidul Acțiune și Solidaritate“ („Aktions- und Solidaritätspartei“) tragen solle.
Beim ersten Wahlgang der moldauischen Präsidentschaftswahlen am 31. Oktober 2016 erreichte sie mit 38,42 % der Stimmen den zweiten Platz, und Igor Dodon erhielt 48,23 %. Junge Leute und Personen aus städtischen Gebieten hatten überwiegend für Sandu gestimmt. Im autonomen Gebiet Gagausien holte der pro-russische Vorsitzende der Sozialistischen Partei Igor Dodon hingegen 91 % der Stimmen, während es bei Dodons Stimmenüberhang bei Wählern aus Transnistrien Unklarheiten gab. Im zweiten Wahlgang erhielt Sandu 47,82 % und Igor Dodon 52,18 % der Stimmen.

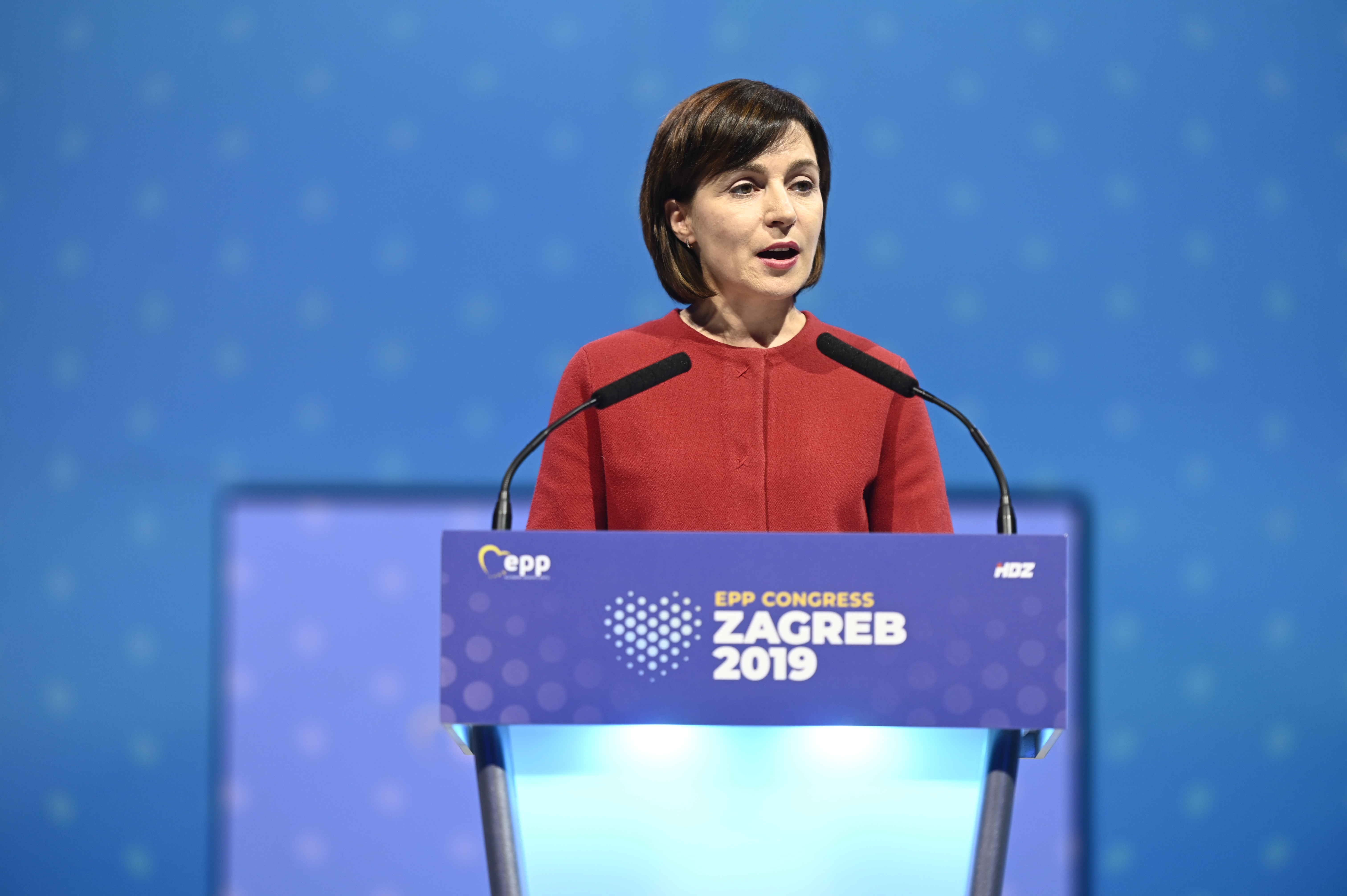
Maia Sandu auf dem Kongress der Europäischen Volkspartei in Zagreb, 2019

### Ministerpräsidentin (2019)
Am 8. Juni 2019 wurde Sandu als Kandidatin der Partei Aktion und Solidarität vom moldauischen Parlament gegen den Willen des Verfassungsgerichts und gegen den Widerstand von Vladimir Plahotniuc – der die Legitimität des Parlaments und der Regierung nicht anerkennen wollte – zur neuen Regierungschefin gewählt.
In Reaktion darauf suspendierte das Verfassungsgericht am 9. Juni 2019 Dodon von seinem Amt und setzte den bisherigen Regierungschef Pavel Filip als Interim-Staatspräsidenten ein. Als Grund wurde angegeben, dass es den Parteien nicht gelungen sei, innerhalb der von der Verfassung vorgeschriebenen Frist zum 7. Juni eine Regierung zu bilden. Das Verfassungsgericht forderte daher auf Antrag der PDM (Vorsitzender: Plahotniuc) die für diesen Fall vorgesehene Auflösung des Parlaments und Neuwahlen ein, die jedoch nicht erfolgte, und erklärte alle Beschlüsse der Regierung Sandu für ungültig. Filip dagegen unterzeichnete nach seiner Einsetzung einen Erlass zur Auflösung des Parlaments und Einberufung von Neuwahlen am 6. September 2019.
Daraufhin kritisierten drei ehemalige moldauische Verfassungsrichter die Urteile. Victor Puscas sagte, dass „nichts von dem, was das Verfassungsgericht in den vergangenen Tagen befunden hat, verfassungskonform“ sei. Nicolae Osmochescu sagte, das Verfassungsgericht habe die 90-Tage-Frist bis zur Auflösung des Parlaments eindeutig „falsch berechnet“. Laut Artikel 85 der moldauischen Verfassung laufe die Frist „nicht ab der Validierung der Abgeordnetenmandate, sondern beginnend mit der ersten Parlamentssitzung, die de facto am 21. März stattgefunden hat“. Zudem legten 84 moldauische Nichtregierungsorganisationen den sechs Plahotniuc nahestehenden Verfassungsrichtern den Rücktritt nahe.
Der Generalsekretär der Parlamentarischen Versammlung des Europarates, Thorbjørn Jagland, schaltete die Europäische Kommission für Demokratie durch Recht (Venedig-Kommission), ein, um die jüngsten Urteile des Verfassungsgerichts zu überprüfen. Er bezeichnete die Urteile als „allem Anschein nach willkürlich“. Die Hohe Vertreterin der EU für Außen- und Sicherheitspolitik, Federica Mogherini, und EU-Erweiterungskommissar Johannes Hahn äußerten, dass „die EU bereit sei, mit der aus demokratischer Sicht legitimen Regierung“ unter der neuen Ministerpräsidentin zusammenzuarbeiten. Das US-Außenministerium mahnte, dass der bei der Parlamentswahl vom 24. Februar zum Ausdruck gebrachte „Wille des moldauischen Volkes ohne weitere Einmischungen zu respektieren“ sei. Der russische Vizepremierminister Dmitri Kosak lobte den „Mut“ der moldauischen Sozialisten und Pro-Europäer zu einer Koalition, die Unterstützung durch die Europäische Union und die Vereinigten Staaten und begrüßte die Wahl von Zinaida Greceanîi zur neuen Parlamentspräsidentin.
Am 12. November 2019 scheiterte Sandus Regierung nach einem von der Demokratischen Partei Moldaus unterstützten Misstrauensvotum der mitregierenden Sozialisten.

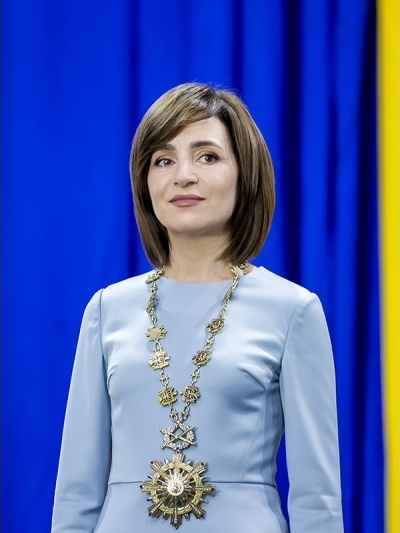
Offizielles Porträt von Sandu als Staatspräsidentin

Sie stand dem Kabinett Sandu vor.

### Präsidentin (seit 2020)
Am 15. November 2020 gewann Sandu mit fast 58 Prozent der Stimmen in einer Stichwahl die Präsidentschaftswahl. Sie setzte sich gegen den Amtsinhaber Igor Dodon durch und wurde somit als erste Frau zur moldauischen Präsidentin gewählt. Am 24. Dezember 2020 trat sie ihr Amt an. Im Mai 2024 bekräftigte Sandu auf einem Deutschlandbesuch das Ziel einer EU-Mitgliedschaft von Moldau. Am 3. November 2024 gewann Sandu in einer Stichwahl erneut die Präsidentschaftswahl, nachdem sie zuvor den höchsten Stimmenanteil im ersten Wahlgang erhalten hatte; sie tritt somit ihr zweites Präsidentschaftsmandat an. Zu einem der ersten Gratulanten zählte Bundespräsident Frank-Walter-Steinmeier, der in einer Pressemitteilung noch einmal Sandus kontinuierliche Bemühungen um Reformen und die Annäherung der Republik Moldau an die Europäische Union würdigte und die Stärke der moldauischen Demokratie trotz undemokratischer Gegenmaßnahmen hervorhob.

## Politische Positionen

### Innenpolitik

#### COVID-19
Während eines Besuchs des rumänischen Präsidenten Klaus Iohannis sicherte Rumänien der Republik Moldau 200.000 Dosen des Pfizer-BioNTech-Impfstoffs zu. Sandu kündigte zudem an, dass Bewohner Transnistriens Zugang zum russischen Sputnik-V-Impfstoff erhalten könnten. Die ersten 21.600 Dosen des Oxford-AstraZeneca-Impfstoffs trafen Ende Februar 2021 in Moldawien ein, und Rumänien leistete weitere Spenden. Die WHO meldete bis zum 28. Juni 2023 620.717 bestätigte COVID-19-Fälle und 12.124 Todesfälle in Moldawien.

#### Oberster Sicherheitsrat
Im Januar 2021 kündigte Sandu eine Neuordnung des Obersten Sicherheitsrats an und ernannte die Menschenrechtsaktivistin Ana Revenco zur Generalsekretärin und Beraterin für Verteidigungs- und Sicherheitspolitik. Einige politische Akteure, darunter der ehemalige Präsident Igor Dodon, kritisierten die Neuordnung des Rats scharf.

#### Korruptionsbekämpfung
Der Kampf gegen Korruption stand im Zentrum von Sandus Wahlkampagne und der Agenda ihrer Partei. Seit 2020 verbesserte sich der moldawische Korruptionswahrnehmungsindex von 32 auf 39 Punkte. Transparency International lobte die Reformen der Sandu-Administration, obwohl weitere Maßnahmen gefordert wurden. Unter Sandus Präsidentschaft stieg die Republik Moldau im Pressefreiheitsindex von Platz 89 im Jahr 2020 auf Platz 28 im Jahr 2023. Ein unabhängiges Beratungsgremium zur Korruptionsbekämpfung, das teilweise von der EU und den USA finanziert wird, wurde ins Leben gerufen, und mehrere hochrangige Politiker, darunter der ehemalige Präsident Igor Dodon, wurden wegen Korruptionsvorwürfen angeklagt.
Im Mai 2022 wurde ein Anti-Korruptionsgericht geschaffen, um größere Korruptionsfälle und Delikte im Justizwesen zu verhandeln. Russische Einflussnahme und die Macht der moldauischen Oligarchen wurden von Analysten als Ursachen für die in der Republik Moldau anhaltenden Korruptionsprobleme genannt. Die Regierung Sandu begegnete diesen Einflüssen durch die Einrichtung eines Anti-Propaganda-Zentrums und den Aufbau von Resilienzmaßnahmen gegen hybride Bedrohungen.

#### Umwelt- und Klimapolitik
Sandu kündigte 2022 bei den Vereinten Nationen ein nationales Anpassungsprogramm an, unterstützt von UNDP, dem Green Climate Fund und Schweden, mit dem Ziel, die Widerstandsfähigkeit gegen klimabedingte Schäden zu erhöhen und erneuerbare Energien zu fördern.

#### Transnistrien
Sandu hat sich dafür ausgesprochen, dass die Gruppe der russischen Truppen (OGRF) aus der abtrünnigen Region Transnistrien abziehen soll. Gegenüber RBK TV erklärte sie, dass die OGRF zwar Munitionsdepots bewache, es jedoch keine bilateralen Abkommen zur OGRF oder den Waffendepots gebe. Ihrer Meinung nach sollte die Mission in eine OSZE-Zivilbeobachtermission umgewandelt werden. In einem Interview 2021 beschrieb Sandu die Ursachen, die zum Transnistrien-Krieg 1992 führten, als ein künstliches Problem, um Moldau an der Unabhängigkeit zu hindern.

### Außenpolitik

#### Europäische Union und USA
Maia Sandu setzt sich für die europäische Integration der Republik Moldau, den Beitritt des Landes zur Europäischen Union und die Wiederaufnahme der Zusammenarbeit mit dem Internationalen Währungsfonds ein. Im Januar 2021 traf Sandu in Brüssel auf politische Vertreter der EU und Belgiens. Im. April 2021 unterzeichnete Sandu in Straßburg den Aktionsplan des Europarats für die Republik Moldau 2021–2024. Ziel dieses Plans ist die Reformierung der moldauischen Gesetzgebung und staatlichen Institutionen zur Förderung von Demokratie, Menschenrechten und Rechtsstaatlichkeit in Moldau.
Nach dem Beginn der russischen Invasion in der Ukraine 2022 unterzeichnete Sandu am 3. März 2022 gemeinsam mit Parlamentspräsident Igor Grosu und Premierministerin Natalia Gavrilița den EU-Beitrittsantrag für Moldau. Am selben Tag reichte auch Georgien unter Premierminister Irakli Garibashvili seinen EU-Beitrittsantrag ein. Am 21. Mai 2023 hielt Sandu die Kundgebung „Nationalversammlung für ein europäisches Moldau“ in Chișinău ab, bei der Tausende Moldauer ihre Unterstützung für den EU-Beitritt bekundeten. In einem Interview mit Bloomberg am 31. Mai 2023 bekräftigte Sandu trotz russischer Destabilisierungsversuche ihren Wunsch, dass Moldau und Transnistrien bis 2030 der EU beitreten. Sie hofft, den Transnistrien-Konflikt durch wirtschaftliche Reformen und Anti-Korruptionsmaßnahmen zu lösen. Außerdem bestätigte sie, dass sie bei der Präsidentschaftswahl 2024 für eine zweite Amtszeit kandidieren werde. Im Oktober 2022 verhängten die Vereinigten Staaten Sanktionen gegen neun Personen und zwölf Organisationen, darunter die moldauischen Oligarchen Vladimir Plahotniuc und Ilan Șor, der wegen Betrugs in Höhe von einer Milliarde Dollar verurteilt wurde und sich derzeit in Israel aufhält. Sandu begrüßte die Sanktionen und dankte den USA. Am 31. Mai 2023 verhängte die EU gegen sieben moldauische Oligarchen weitere Sanktionen, die ebenfalls Sandus Unterstützung fanden.

#### Rumänien
Der rumänische Präsident Klaus Iohannis war der erste ausländische Staatschef, der Sandu nach ihrem Amtsantritt im Dezember 2020 besuchte. Beide Länder pflegen historisch bedingt einen engen Kontakt, den Sandu außen- und wirtschaftspolitisch fortführt.

#### Ukraine
Bei ihrem Besuch am 12. Januar 2021 vereinbarte sie mit dem ukrainischen Präsidenten Wolodymyr Selenskyj die Einrichtung eines Präsidentenrats zur Förderung der bilateralen Beziehungen. Am 24. Februar 2022 schloss Moldau aufgrund der russischen Invasion in der Ukraine seinen Luftraum. Sandu verurteilte den russischen Angriff und sprach von einem „offenkundigen Bruch des Völkerrechts und der Souveränität und territorialen Integrität der Ukraine.“ Moldau war bereit, zehntausende Flüchtlinge aus der Ukraine aufzunehmen. Bis zum 6. März hatten über 100.000 Ukrainer die Grenze zu Moldau überquert. Am 1. Juni 2023 war Moldau Gastgeber des zweiten Treffens der Europäischen Politischen Gemeinschaft, um über die Reaktion auf Russlands Invasion und den EU-Beitritt Moldaus sowie die NATO-Mitgliedschaft Moldaus und der Ukraine zu diskutieren. Anwesend waren unter anderem Wolodymyr Selenskyj, Olaf Scholz, Emmanuel Macron, Rishi Sunak und Ursula von der Leyen. Sandu bezeichnete den Gipfel als „Beweis wachsender Einheit auf dem europäischen Kontinent“ und „entschlossene Bekräftigung des unerschütterlichen Einsatzes für den Frieden.“

#### Russland
Am 11. August 2021 traf Sandu den stellvertretenden Kreml-Stabschef Dmitri Kosak und vereinbarte die Aufhebung wirtschaftlicher Barrieren und die Prüfung einer Entfernung der Munitionsdepots aus Transnistrien. Im Februar 2023 behauptete Sandu, Moskau habe versucht, ihre Regierung zu stürzen, und wiederholte damit Vorwürfe des ukrainischen Präsidenten Wolodymyr Selenskyj. Sie beschuldigte Russland, gewaltsame Angriffe in Moldau zu planen, um die Regierung zu stürzen und die EU-Beitrittspläne zu sabotieren. Die prorussische Șor-Partei wurde im Juni 2023 vom Verfassungsgericht Moldaus aufgelöst und verboten. Das Justizministerium richtete eine Kommission ein, um die Auflösung der Partei zu überwachen. Im Mai 2023 erklärte Sandu, Russland wolle „die Sowjetunion wiederherstellen. Sie wollen die alten Zeiten zurückholen. Aber wir wollen das nicht. Moldau war 30 Jahre lang Teil der Pufferzone, was für uns Armut, Korruption, schlechte Regierungsführung und Emigration bedeutete. Wir wollen Teil der demokratischen Welt sein.“

## Privatleben
Maia Sandu ist unverheiratet, was von einigen ihrer politischen Kontrahenten kritisiert wurde. Sie entspricht damit nicht dem traditionellen Frauenbild der moldauischen Gesellschaft. Sie spricht Rumänisch als Muttersprache, Russisch, Englisch und Spanisch. Sandu ist orthodoxe Christin. Sie hat die moldauische und rumänische Staatsbürgerschaft.

## Ehrungen (Auswahl)
- 2021: Orden des Fürsten Jaroslaw des Weisen, 1. Klasse[30]
- 2022: Collane im Orden Vytautas des Großen[31]
- 2024: Großkreuz der Ehrenlegion[32]
- 2025: Reinhard-Mohn-Preis[33]